# Certification

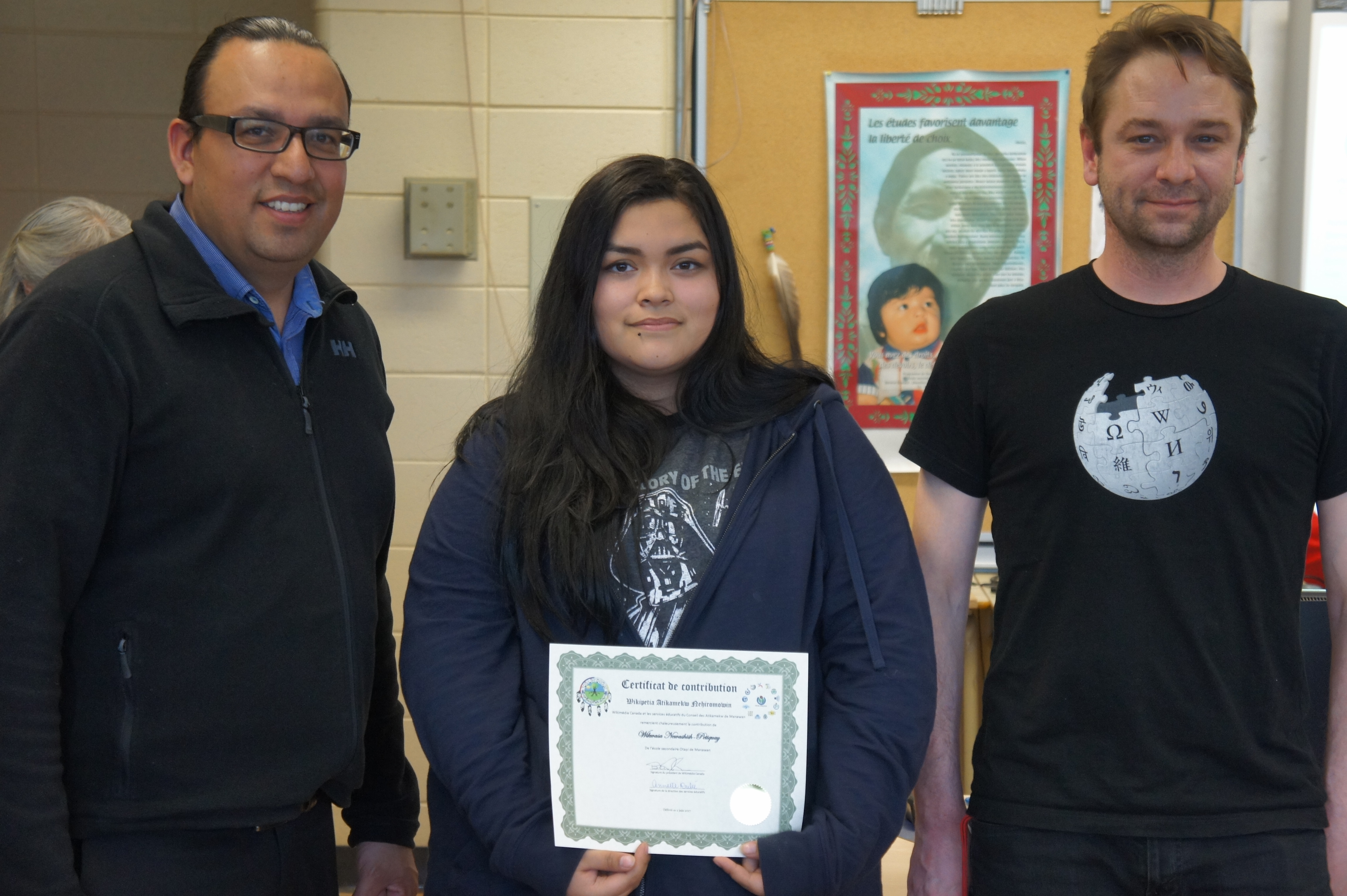
Remise à une femme attikamek d'un certificat de participation au projet Wikipédia en atikamekw.

La certification est une procédure destinée à faire valider par un organisme indépendant le respect du cahier des charges d'une organisation par une entreprise. C'est un processus d'évaluation de la conformité qui aboutit à l'assurance écrite qu'un produit, une organisation ou une personne répond à certaines exigences. On distingue[style à revoir] trois grandes catégories de certification : la certification première partie (une auto-déclaration réalisée par soi-même), la certification seconde partie (où le client vérifie la conformité de son fournisseur), et la certification tierce partie, où la conformité est vérifiée par un organisme certificateur indépendant.

## Histoire
Autrefois, en France, le certificateur était « celui qui affirme qu'une caution présentée est solvable, sans néanmoins se charger d'autre obligation que celle de répondre de la solvabilité de la caution » ; les adjudicataires des « Bois du Roi » devaient « donner caution & certificateur ».
Les systèmes de certification participatifs apparaissent dans les années 1970 pour pallier l'absence de certification officielle dans certains domaines comme l'agriculture biologique.

## Typologie
- Certification agro-alimentaire.
- Certification aéronautique, autorisant la mise en vol d'un nouvel avion ou hélicoptère, par des organismes tels que l'EASA ou la FAA.
- Certification comptable : processus de vérification de comptes d'une société.
- Certification électronique : processus d'attribution de certificat électronique, ou certificat numérique ou certificat de clé publique, par un tiers de confiance.
- Certification environnementale : en France : Haute qualité environnementale (certification « NF Ouvrage Démarche HQE » par l'AFNOR, qui concerne le bâtiment)  et Haute Valeur Environnementale, certification environnementale qui concerne les exploitations agricoles.
- Certification des établissements de santé,  procédure d’évaluation externe des établissements de santé publics et privés effectuée par des professionnels mandatés.
- Certification financière : processus de mesure et d'évaluation de la qualité financière d'une société.
- Certification forestière, qui permet d'informer le consommateur que le bois qu'il achète est issu de forêts gérées durablement.
- Certification des systèmes de management : processus qui vise à vérifier la qualité, la protection de l'environnement, la santé et la sécurité au travail, les économies d'énergie, etc.
- Certification professionnelle : processus d'attribution d'un diplôme, titre, ou certificat attestant d'une compétence professionnelle.
- Disque de certification : récompense attestant un nombre donné de ventes concernant une œuvre musicale.

## Certifications participatives
Dans les systèmes participatifs de certification, la certification est élaborée par un réseau d'acteurs, par exemple des groupes de producteurs et de consommateurs. Ils sont basés sur la confiance et les réseaux d'échange de connaissance. On parle alors de Systèmes participatifs de garantie. Les avantages de la certification participative sont la création d'échanges de connaissances entre les acteurs, la possibilité d'inclure des questions portant sur un périmètre large (par exemple, critères de qualité environnementale, économique et sociale) et l'accessibilité de la certification pour des petits producteurs ne pouvant pas économiquement accéder à la certification tierce-partie. La certification participative est défendue par l'IFOAM, dans le domaine de l'agriculture biologique, et par le groupe Minga dans le secteur de l'économie équitable. Elle est également mise en œuvre dans le secteur du bâtiment par les associations EnvirobatBDM (Provence-Alpes-Côte d'Azur) et l'association EcobatpLR (Occitanie), porteuses du label Bâtiments Durables Méditerranéens.